# MNK Apokalipsa Nova Bukovica
MNK Apokalipsa Nova Bukovica je malonogometni klub iz Nove Bukovice, Virovitičko-podravske županije. Osnovan je 16. siječnja 2010.

## Vanjske poveznice
- Mnk Apokalipsa Nova Bukovica, facebook stranica
- MNK APOKALIPSA NOVA BUKOVICA, poslovna.hr
- znsvpz.hr, 1. ŽMNL